# Hellegatbos
Het Hellegatbos duidt het bosgebied aan dat de top en de noordelijke en westelijke flanken van de Rodeberg bedekt. De naam verwijst naar een diep ‘ravijn’ onderaan de heuvelflank (het ‘gat in de helle’; ‘helle’ betekent ‘heuvel’).
Bovenaan de berg treft men droge zandgronden aan. Hier overheersen lork en den. Op de flanken vertoont de vegetatie meer variatie. Vooral in het voorjaar zorgen bosanemoon en wilde hyacint voor een tapijt van witte en blauwe tinten. Nog lager, aan de voet van de berg, dagzoomt een dikke kleilaag waaruit diverse bronnen ontspringen. Karakteristieke planten vormen hier dotterbloem, reuzenpaardenstaart en daslook. Het Hellegatbos is Europees beschermd als onderdeel van Natura 2000-gebied West-Vlaams Heuvelland.